# Pomnik leśników walczących z okupantem hitlerowskim
Pomnik leśników walczących z okupantem hitlerowskim – pomnik ku czci polskich leśników walczących z niemieckimi okupantami nazistowskimi, zlokalizowany na terenie wsi Szarlota w gminie Kościerzyna.
Obiekt stoi przy lokalnej, leśnej drodze z Kościerzyny do Lizaków, nad południowo-wschodnim brzegiem jeziora Osuszyno. Upamiętnia polskich leśników walczących z okupantami hitlerowskimi w czasie II wojny światowej (lata 1939–1945). Składa się z pięciu głazów narzutowych ulokowanych na niskim cokole w dwóch grupach (dwa i trzy). Grupy te rozdziela krzyż stojący centralnie. Na cokole widnieje napis Narody tracąc pamięć tracą życie. Umieszczono tu także tablice z nazwiskami poległych i pomordowanych leśników. Całości towarzyszy płaskorzeźba orła z liśćmi dębowymi. Pomnik odsłonięto w 1971 roku.